# Festuca bargusinensis
Festuca bargusinensis là một loài thực vật có hoa trong họ Hòa thảo. Loài này được Malyschev mô tả khoa học đầu tiên năm 1970 publ. 1971.